# Fresno de Sayago (kommunhuvudort)
Fresno de Sayago är en kommunhuvudort i Spanien.   Den ligger i provinsen Provincia de Zamora och regionen Kastilien och Leon, i den centrala delen av landet, 210 km nordväst om huvudstaden Madrid. Fresno de Sayago ligger 797 meter över havet och antalet invånare är 232.
Terrängen runt Fresno de Sayago är platt. Runt Fresno de Sayago är det mycket glesbefolkat, med 2 invånare per kvadratkilometer. Närmaste större samhälle är Bermillo de Sayago, 12,9 km väster om Fresno de Sayago. Trakten runt Fresno de Sayago består i huvudsak av gräsmarker.